# Симфонічний оркестр NBC
Симфонічний оркестр NBC, Симфонічний оркестр Ен-Бі-Сі (англ. NBC Symphony Orchestra ) - американський симфонічний оркестр, створений в 1937 р. у Нью Йорку. 

## Історія
Засновник оркестру – бізнесмен, засновник телерадіомовної компанії NBC Давид Сарнов. Оркестр призначався для диригента Артуро Тосканіні. У формуванні оркестру брали участь також Артур Родзінський та П'єр Монте. Серед оркестрантів були Джозеф Гінгольд, Мілтон Катімс, Вільям Прімроуз, Артур Бальзам, Міша Мішаков та ін.
Перший концерт оркестру відбувся на Різдво 1937 року, було виконано Concerto grosso ре мінор Антоніо Вівальді. З цього дня оркестр під керівництвом Тосканіні та запрошених диригентів (серед яких були Ернест Ансерме, Еріх Кляйбер, Леопольд Стоковський, Бруно Вальтер та інші зірки першої величини) не тільки щотижня виступав по радіо (а з березня 1948 р. і по телебаченню) але й здійснив цілу низку записів, включно з 13-годинним саундтреком до документального телесеріалу «Перемога на морі». У 1940 р. оркестр гастролював Південною Америкою, а 1950 р. США.
4 квітня 1954 р. під час чергового концерту (з творів Вагнера) 87-річний Тосканіні переніс мікроінсульт, що спричинило провал у пам'яті. Після цього (у червні 1954 року) він подав у відставку й більше у концертах не диригував. Тосканіні ще кілька разів з'явився за диригентським пультом у студійних умовах. На жаль диригента, керівництво NBC ухвалило рішення про розпуск оркестру.
Більша частина музикантів оркестру відразу після його розпуску створила новий колектив під назвою «Symphony of the Air». Оркестр очолив Леонард Бернстайн, який уперше виступив із цим оркестром 24 жовтня 1954 року з нагоди 9-річчя Організації об'єднаних націй. Протягом дев'яти років «Symphony of the Air» концертував у США та за його межами, виступав та записувався під керівництвом Леопольда Стоковського, Йозефа Кріпса, Томаса Бічема та інших видатних диригентів. Попри всі успіхи, 1963 р. оркестр припинив своє існування.